# Metroid (manga)
Metroid è una serie a fumetti scritta da Kenji Ishikawa per Magazine Z in collaborazione con Nintendo. Essa ripercorre la storia della protagonista Samus Aran dalla sua infanzia sulla colonia K-2L fino alla Missione Zero. È diviso in due volumi: il volume 1 contiene 7 capitoli mentre il volume 2 ne contiene 9. È stato distribuito soltanto in Giappone ed è considerato parte integrante della serie.

## Storia
Il nome dei capitoli è la traduzione letterale non ufficiale di quelli giapponesi.

### Capitolo 1: "Invasione"
Il fumetto inizia su una colonia umana terrestre affiliata alla Federazione Galattica, chiamata K-2L. Qui l'ingegnere Rodney Aran sta dirigendo il traffico di carburante per la Stazione Spaziale, l'Afloraltite. Intanto la figlia di soli sei anni Samus sta giocando nel bosco, quando compare un'Astronave Chozo che atterra su K-2L. Da essa escono due Chozo, Vecchio Uccello e Voce Grigia, che richiedono ai coloni dell'Afloraltite, ricevendo un rifiuto in quanto è da rifornire a breve. Vecchio Uccello si dirige verso Samus con cui stringe amicizia. La bambina non aveva mai visto un Chozo prima d'ora e da quel momento decide di chiamarlo "nonno". Insieme acchiappano un Rabbilis (una creatura locale) che aveva rubato un giocattolo a Samus. La piccola decide di adottarlo e di chiamarlo "Pyonchi". I due Chozo ripartono con la navetta e durante il tragitto dicono di non avere abbastanza energia per viaggiare verso il pianeta SR-388. Qui si trova una coltura di Parassiti X, che se venissero trovati e liberati dai membri della Federazione Galattica rappresenterebbero una minaccia per l'intero Universo. Intanto nei pressi di K-2L si trova la Nave Ammiraglia dei pericolosi Pirati Spaziali, in cui il generale Ridley viene informato della presenza di una grande riserva di carburante sulla colonia. Così egli ordina di attaccare il posto e rubare l'Afloraltite presente. Intanto l'astronave da trasporto della sostanza, la Beatrix III, sta per partire da K-2L per fare rifornimento. Ma l'impossibilità di accendere i motori è dovuta ad un'interferenza elettromagnetica. Rodney Aran da dunque l'allarme rosso a tutta la colonia, verificando l'approssimarsi di astronavi Pirata. Intanto Samus, dal bosco, vede un'astronave esplodere. I Pirati Spaziali sbarcano su K-2L ed iniziano a distruggere ogni cosa. La bambina giunge sul posto dove incontra Ridley, col quale prova a conversare. Il Pirata Spaziale però decide di ucciderla con un soffio al plasma. Prima che la possa colpire, sopraggiunge Virginia Aran, la madre di Samus, che si sacrifica al posto suo. Rodney Aran intanto, circondato dai nemici, decide di farsi saltare in aria insieme alla riserva di Afloraltite (in modo che i Pirati non possano rubarla). Così spara al serbatoio del liquido a costo della sua vita. Ridley, furioso per l'affronto subito, vola via. Vecchio Uccello e Voce Grigia giungono più tardi sulla colonia, non trovando nessun superstite. Poco dopo trovano l'unica umana sopravvissuta all'attacco, Samus, insieme al suo animale Pyonchi.

### Capitolo 2: "Destino"
Vecchio Uccello decide di portare in salvo Samus sul pianeta Zebes, mentre Voce Grigia non è molto d'accordo col compagno. Il computer che gestisce le intercomunicazioni con altre razze della Galassia nonché i sistemi di sicurezza del pianeta, Cervello Madre, afferma che con l'atmosfera malsana di Zebes la bambina morirà in pochi giorni. I Chozo decidono quindi di infondere in Samus il loro DNA in modo da farla sopravvivere in quelle condizioni naturali. Undici anni dopo, Samus è stata allenata in combattimento da Vecchio Uccello, il quale pare le abbia donato la Tuta Energia. Ora la sua agilità ha superato quella di qualsiasi essere umano. La ragazza combatte alcuni Robot da lavoro sotto gli occhi di Voce Grigia, Vecchio Uccello e Pyonchi. Terminato l'addestramento, Vecchio Uccello comunica a Samus di essere ormai diventata un membro dei Chozo. Più tardi, mentre Samus e Pyonchi sono su una roccia, il Rabbilis si spaventa nel vedere una creatura simile ad una farfalla volare lì intorno. Vecchio Uccello dice che essa si chiama Ion-Faeria ed è una creatura locale. Poco dopo Samus trova dei fiori che Voce Grigia non aveva mai visto prima. Chiede così a Cervello Madre, che identifica il vegetale come la Bajar Clove, una specie alkaloide proveniente da un altro pianeta. Pare che i Pirati Spaziali anni prima fossero sbarcati su Zebes e avessero iniziato una coltivazione di queste piante velenose. Dice inoltre che essi sono la causa dell'aumento di violenza delle Ion-Faeria. Le Bajar Clove vengono fatte bruciare dai Robot da lavoro e successivamente viene richiesto a Samus di eliminare anche le creature, con un rifiuto. Le Ion-Faeria più tardi raccolgono alcune armi dei Pirati Spaziali abbandonate e rischiano di uccidere Voce Grigia, che viene salvato da Samus in Tuta Energia. Ella disarma successivamente le creature ostili e distrugge le armi cadute loro. La mattina seguente Samus si trova su una grande roccia. Viene raggiunta da Vecchio Uccello che le comunica di essere pronta per diventare la nuova protettrice della Galassia.

### Capitolo 3: "Prima battaglia"
Intanto sul pianeta Daiban, capitale della Via Lattea, è in corso una riunione tra i membri più importanti della Federazione Galattica. L'argomento riguarda i problemi sui vari pianeti della galassia causati dai Pirati Spaziali. Il satellite invia un video trasmesso dalla Nebulosa di Neogatta, in cui sul pianeta Naishii i Pirati stanno compiendo una strage di umani nella città di Ramaiya. Confermando che il numero di paesi conquistati ha superato i duecento, i Presidenti Keaton e Vogl decidono di prendere provvedimenti. Il diverbio tra i due viene risolto da Vecchio Uccello, partecipante alla conversazione. Viene deciso il reclutamento di Cacciatori di taglie che possano annientare i Pirati Spaziali in missioni solitarie. Vecchio Uccello esce dalla Sala assemblee della Federazione Galattica insieme a Voce Grigia e a Pyonchi. Afferma poi che i progressi dei Metroid stanno migliorando rapidamente e pensa a Samus, ora in missione per la Polizia della Federazione Galattica. La ragazza si trova sul pianeta Jigrad insieme a due compagni di squadra, Kreatz e Mauk. Con un cannocchiale ella vede in lontananza alcuni Pirati Spaziali che schiavizzano gli umani del posto per terminare una costruzione. Una bambina tra le vittime rischia di venire uccisa da un Pirata in quanto "troppo piccola e debole per lavorare". Prima che venga giustiziata Samus si precipita a salvarla armata della sua Tuta Energia. Dichiara così tutti in arresto. Inizia una battaglia tra i Pirati e la truppa di Samus. Tra i nemici rimane un sopravvissuto che viene arrestato e messo sotto processo. Samus, Kreatz e Mauk si incontrano con il Comandante Hardy che li rimprovera per non essere stati agli ordini. Il gruppo viene raggiunto dal comandante Adam Malkovich che informa Hardy del danneggiamento della loro nave da guerra. Afferma anche che ora la Polizia Federale ha Samus Aran come una preziosa alleata.

### Capitolo 4: "Minaccia"
Una settimana dopo gli eventi del capitolo 3, la pace torna a regnare sul pianeta Jigrad. La Federazione celebra questa vittoria sui Pirati Spaziali mentre la truppa di Samus, insieme ad Adam Malkovich attende gli interrogatori dei prigionieri. Intanto nelle camere di Tourian, sul pianeta Zebes, Vecchio Uccello sta tenendo una riunione con gli anziani Chozo del pianeta. La sua paura è che la sua razza si estingua prima che essi possano vedere la pace nell'Universo. Ma ancora più grande è la paura che la Federazione scopra i Parassiti X sul pianeta SR-388. Se questo dovesse succedere essi verrebbero utilizzati come pericolose bio-armi divenendo un pericolo cosmico. Ma Vecchio Uccello afferma di avere un'arma: il "Metroid". Essa è la creatura che potrebbe debellare per sempre i Parassiti X da SR-388. Invita dunque gli anziani Chozo a portare fede per i "nuovi figli" della loro razza: Il Metroid e Samus Aran. In quel momento, Cervello Madre rileva un oggetto di proporzioni enormi nei pressi dell'orbita di Zebes. Esso è la Nave Ammiraglia dei Pirati Spaziali che con un micro buco nero riesce facilmente a oltrepassare la barriera di difesa planetaria.

### Capitolo 5: "Crisi"
Sul pianeta Jigrad è appena iniziato l'interrogatorio al Pirata Spaziale schiavista, denominato "P-1". All'interrogatorio partecipano Samus, Hardy, Kreatz, Mauk e Adam Malkovich che decidono di fargli domande in modo da reperire informazioni utili alla Polizia. L'imputato cerca di tacere per lungo tempo finché non inizia una discussione con Samus riguardo alla razza dei presenti. Egli rifiuta di definirsi "umanoide" come loro e si rivolge a Kreatz e a Mauk. Egli dice che la Federazione Galattica ha sempre discriminato altre razze, prendendo con sé solo soldati d'elite; ha sempre considerato la razza di Mauk inferiore e primitiva, mentre nutre ancora un odio verso quella di Kreatz, a seguito di una certa "Guerra delle specie". Insulta inoltre Samus dicendo che gli abitanti di K-2L erano soltanto dei "buoni a nulla". Adam intuisce che il Pirata Spaziale stia andando fuori argomento soltanto per distrarre i federali da qualcosa, che viene presto svelato da un membro della FG che richiama la sua attenzione. Il comandante viene così a sapere dell'invasione dei Pirati su Zebes. Samus, allarmata, decide di partire per la terra dei Chozo e salvare la sua "famiglia". Si reca così all'hangar delle astronavi ma viene prontamente fermata da Adam che vuole impedirle di mancare al suo dovere. Notando però la determinazione della ragazza, egli le concede 48 ore per compiere la missione, prima che le truppe di Polizia si schierino nuovamente. Una volta salita sull'astronave per partire, Samus trova Kreatz e Mauk, pronti per aiutarla.

### Capitolo 6: "Infiltrazione"
In poco tempo, Samus, Kreatz e Mauk giungono con l'astronave di polizia sul pianeta Zebes, in rovina a seguito dell'attacco pirata. La Cacciatrice è quasi sicura che i Chozo non abbiano fatto resistenza, essendo essi una specie pacifica. Mauk trova il cadavere di un Pirata Spaziale, apparentemente privato della sua linfa vitale. Samus intanto ritrova il suo animaletto Pyonchi, che fugge in una caverna, dove viene rincorso. Nel tentativo di inseguirli, due Pirati Spaziali vengono uccisi da uno Skree. All'interno del complesso dei Chozo, i tre poliziotti attivano un ologramma che riporta una registrazione di Vecchio Uccello. Egli afferma che i Pirati sono giunti su Zebes nel tentativo di acquisire dati sulla conoscenza della razza Chozo. Durante la seconda ondata dell'attacco, senza l'intervento della Federazione Galattica, questi ultimi sono stati costretti ad arrendersi all'invasione. Con il Metroid (nuovo nemico della sua specie insieme ai Pirati) fuori controllo, continua, l'unica speranza per la razza Chozo è rappresentata dalla loro ultima arma rimasta, Samus. Dichiara infine la presenza di alcuni Chozo prigionieri, poco prima che la registrazione olografica termini. Il gruppo decide di dividersi: Kreatz e Mauk andranno a liberare i prigionieri, guidati da Pyonchi mentre Samus esplorerà la regione di Tourian in cerca di Cervello Madre. Giunta nella suddetta regione del pianeta, la Cacciatrice viene circondata da un gruppo di Pirati. Voce Grigia giunge sul posto e ordina loro di non sparare.

### Capitolo 7: "Impatto"
Voce Grigia, apparentemente alleato coi Pirati, dice a Samus di star "cercando di risolvere la situazione". Cervello Madre, nella stessa stanza aggiunge di star attuando "un rapporto cooperativo soddisfacente coi Pirati". Samus teme che i Pirati Spaziali abbiano riprogrammato Cervello Madre in modo che segua i loro piani. Quest'ultimo afferma di star controllando completamente la gerarchia dei Pirati e offre a Samus il ruolo di capo della sua armata, proposta che la Cacciatrice immediatamente rifiuta. Cervello Madre inizia poi a raccontare la storia dei Chozo. Inizialmente, essi possedevano una civiltà tecnologicamente avanzata e il loro scopo principale era diffondere la loro conoscenza ad altre razze del cosmo. Con il loro invecchiamento la sopravvivenza della loro specie era a repentaglio. Decisero così di porsi come obiettivo la pace e l'uguaglianza nell'Universo. Il piano di Cervello Madre è ora quello di unire la conoscenza Chozo acquisita alla tecnologia guerriera dei pirati. Voce Grigia lo considera per questo motivo la miglior creatura della Galassia poiché principale promotore della condivisione e della prosperità della sua razza. Samus rimane terrorizzata dall'obiettivo finale di Cervello Madre: rimpiazzare i "vecchi e obsoleti" Chozo con i Pirati Spaziali per garantire la pace nel mondo. Egli aggiunge inoltre di aver tradito Samus: dice che i Chozo salvarono Samus sulla colonia K-2L solo per poter in futuro usarla come bio-arma. La Cacciatrice non crede alle sue affermazioni, fidandosi ciecamente del suo padre adottivo, Vecchio Uccello. Inizia così a sparare al vetro che protegge la creatura, ma inutilmente, a causa della sua resistente superficie in Zebetite. Improvvisamente giunge sul posto il generale Ridley, prima che Samus escogiti un piano per annientare i nemici.

### Capitolo 8: "Cicatrici"
Il Volume 2 inizia dove si era interrotto il precedente: il generale dei Pirati Spaziali Ridley raggiunge la regione di Tourian sul pianeta Zebes per far visita alla presunta nuova bioarma dei Chozo, apparentemente alleati coi pirati. Questa pare essere proprio Samus, che rifiuta un'alleanza di questo tipo, conoscendo la politica di terrore che solitamente instaurano i Pirati. Ridley riconosce in lei la bambina che sulla colonia umana K-2L molti anni prima cercò egli stesso di uccidere. Samus, in quella situazione, venne salvata dalla madre, Virginia Aran, che perse la vita nel tentativo di salvare quella della figlia. Suo padre, il comandante Rodney Aran, per impedire ai Pirati Spaziali di rubare la preziosa Afloraltite, si fece saltare in aria, mandando in fumo il piano dei nemici. Ridley è infuriato per questo affronto e decide di uccidere Samus. Egli afferma di essere guarito dalle ferite provocate dall'esplosione mangiando i cadaveri dei coloni, tra cui quello della madre della Cacciatrice. Samus rimane traumatizzata da queste affermazioni e non riuscendo a respirare decide di togliersi la Tuta Energia. Il Chozo Voce Grigia ordina a Ridley di smetterla, ma questi rifiuta, anzi, invita il Chozo ad uccidere egli stesso la propria figlia adottiva. Intanto, Kreatz, Mauk e Pyonchi sono alla ricerca dei Chozo prigionieri dei Pirati Spaziali. Finalmente raggiungono un laboratorio in cui i Pirati utilizzano dei macchinari per poter adattarsi alle condizioni climatiche di Zebes. Nella stessa stanza sono presenti i Chozo imprigionati. Tra di essi, Mauk riconosce Torace di Platino, il Chozo che anni prima riuscì a integrare la sua razza nella Federazione Galattica. Improvvisamente, Voce Grigia e Samus entrano nella stanza. Il Chozo si rifiuta di uccidere la propria protetta essendo la sua specie incapace di azioni violente. Ridley decide allora, con l'approvazione di Voce Grigia, di attaccare tutti i prigionieri.

### Capitolo 9: "Contrattacco"
Ridley inizia a strangolare Torace di Platino con la coda. Per salvargli la vita, Mauk decide di disattivare la modalità standby dell'astronave di Polizia con la quale sono atterrati. Il suo obiettivo è lanciare decine di missili sulle "tracce di calore" rilevate sul pianeta, allo scopo di distrarre il generale Pirata. Il piano funziona e Ridley libera il Chozo. Si rivolge poi a Samus, chiedendole dove sono nascosti i suoi aiutanti i quali hanno causato le esplosioni. Voce Grigia interviene asserendo che la Cacciatrice è stata addestrata per lavorare sempre da sola e che perciò è improbabile che sia stata aiutata. Afferma poi che probabilmente "ha pianificato in tempo questa mossa". Ridley ordina ai Pirati Spaziali di riparare le macchine di adattamento del corpo danneggiate dalle esplosioni, mentre Voce Grigia ordina la ricerca dell'astronave responsabile. Compiaciuto del comportamento da "generale" del Chozo, Ridley aiuta nella ricerca. Preso dalla pietà, Voce Grigia acconsente a lasciar libera Samus. Intanto, di nascosto, Kreatz e Mauk liberano i Chozo prigionieri. Non appena i due si rivolgono a Samus, però, ella inizia ad implorarli di ucciderla.

### Capitolo 10: "Fenice (parte 1)"
La disperata richiesta di uccidere Samus da parte di quest'ultima fa comprendere a Torace di Platino che la Cacciatrice abbia ricordato l'attacco di Ridley alla colonia K-2L e la morte dei suoi genitori. Torace di Platino, insieme al resto dei Chozo, si avvicina alla ragazza shockata, dicendole di non preoccuparsi e di riporre la rabbia e la tristezza. Samus reagisce con un pianto liberatorio. Intanto Ridley è alla ricerca della fonte delle esplosioni avvenute poco prima, mentre si tiene in contatto coi Pirati Spaziali sul rapporto dei danni. Improvvisamente riceve un messaggio da Voce Grigia circa la fuga dei prigionieri. Intanto, Kreatz e Mauk stanno combattendo contro un gruppo di invasori. Prima che un Pirata possa colpire un Chozo, Samus si ricopre nuovamente della Tuta Energia e gli spara col Braccio Cannone. La ragazza afferma poi che "proteggere i protettori è un suo dovere".

### Capitolo 11: "Fenice (parte 2)"
Samus prevede l'arrivo di una pioggia acida. La ragazza consiglia alla sua truppa di abbandonare la regione di Crateria (sulla superficie del pianeta) per rifugiarsi nella più sicura regione di Brinstar. Voce Grigia li sta fissando da una piccola montagna, ammirando il coraggio e la benevolenza che Samus ha sviluppato negli anni. Poco dopo, nella camera di Cervello Madre piomba Voce Grigia dotato di un'armatura Chozo annunciando di "voler sistemare le cose" una volta per tutte. Egli spara all'entrata, bloccando ai Pirati l'accesso per Tourian. Spara poi alla capsula di controllo di Cervello Madre senza ottenere risultati, essendo essa fatta di Zebetite. Voce Grigia afferma di voler riparare alle scelte senza senso fatte dalla macchina e annuncia di voler distruggere il "prodotto difettoso". Gli dice che non sarà mai il Successore dei Chozo, il fondatore di una nuova era. Lo accusa poi di aver paura della razza dominante, di essere geloso della vita, del futuro e soprattutto di Samus. Cervello Madre nega queste affermazioni, dicendo di essere nato per diventare l' "unico vero signore dell' Universo".

### Capitolo 12: "Fenice (parte 3)"
Riemergendo dalla regione di Brinstar, la truppa di polizia, seguita dai Chozo, trova un'astronave con cui poter far fuggire i prigionieri. Torace di Platino informa Samus del piano escogitato da Voce Grigia circa l'annientamento di Cervello Madre. Le comunica poi che il suddetto Chozo è il suo unico padre adottivo, in quanto fu lui a salvarle la vita quando era piccola, donandole il suo DNA. Samus decide di abbandonare il gruppo e di raggiungere Cervello Madre. Kreatz e Mauk la esortano a restare con loro, dicendo di aver bisogno della sua forza per proseguire. Improvvisamente compare nel cielo la Nave Ammiraglia dei Pirati Spaziali, da cui partono numerose navette degli Zebesiani. Nel frattempo nella stanza di Cervello Madre piomba Ridley, che a conoscenza del piano di Voce Grigia ingaggia un combattimento col Chozo. Alla fine il Pirata Spaziale trafigge con la coda il corpo dell'avversario. Uscendo dall'edificio, i due vedono nel cielo lo scontro aereo che sta infuriando tra l'astronave di polizia e i caccia dei Pirati Spaziali. Voce Grigia, gravemente ferito, riesce a colpire un'astronave col suo cannone in dotazione all' armatura Chozo, poco prima di venire ucciso da un raggio al plasma di Ridley. Riesce però prima di spirare ad inviare un messaggio telepatico a Samus, invitandola ad essere forte e coraggiosa. Poco dopo giunge in soccorso alla squadra la Corazzata delle Forze Speciali Vixin IV, comandata da Adam Malkovich, che abbatte la Nave Ammiraglia nemica. Samus promette a questo punto di combattere sempre per suo padre, legato a lei dalla Tuta Energia che le donò quando era giovane.

### Capitolo 13: "Cacciatrice"
Qualche anno dopo gli eventi del capitolo 12 i Pirati Spaziali hanno ricostruito la loro base e ora lavorano sotto il comando di Cervello Madre. Mauk, ora un comandante della Federazione Galattica, riceve un segnale di SOS e parte in missione. Una volta giunto sul posto insieme alla sua truppa però non c'è più niente da fare: vengono ritrovati dei cadaveri apparentemente privati della loro linfa vitale. Mauk riconosce allora lo stesso odore che aveva sentito per la prima volta su Zebes con la squadra di polizia. Sul pianeta Daiban, intanto, Adam Malkovich sta discutendo col Presidente Keaton sulla crescente forza dei Pirati Spaziali. Secondo Keaton Cervello Madre sta tentando di inviare loro un messaggio minaccioso che li sta invitando a reagire. La scena si sposta su Samus, che cammina per le strade della capitale con un lungo abito e un cappello. Per la via incontra la piccola Damara, apparsa nel capitolo 3 sul pianeta Jigrad, insieme a due suoi amici. La Cacciatrice si complimenta del fatto che la giovane sia stata scelta all' Accademia della Federazione Galattica, dopodiché parte, non rivelando la sua identità. All'inaugurazione a Presidente di Keaton, Damara si reca sul palco portando dei fiori per ringraziarlo di averla selezionata all'Accademia. Improvvisamente Pyonchi inizia a "squittire", allarmando Samus tra il pubblico. La Cacciatrice decide di correre contro Keaton. Per farsi strada, ella è costretta a combattere alcune guardie. Grida poi ad Adam Malkovich (anch'egli sul palco) di gettare a terra i fiori donati al Presidente. I suddetti, gettati a terra, si materializzano in un "Simulatore", una creatura bio-arma dei Pirati Spaziali inviata per assassinare Keaton. Samus si arma della Tuta Energia, dicendo ad Adam "di aspettarsi 3500 Seguru per questo lavoro". In poco tempo il Simulatore viene distrutto. Damara, alla fine, riconosce in Samus colei che la salvò anni prima sul pianeta Jigrad. Samus dice infine di "vivere per il suo Braccio Cannone, cercando nuovi obiettivi e nuovi pericoli" e che "È questo il lavoro di un cacciatore di taglie".

### Capitolo 14: "Fede"
Mauk, a bordo della sua astronave, nei pressi di una cintura di asteroidi, vede la nave di Ridley e medita su un attacco. Il Pirata Spaziale, intanto, si rifiuta di attaccare, in quanto "[hanno] una preda molto più grande da cacciare", riferendosi ad Adam Malkovich, il quale aveva distrutto a bordo della VIXIV la loro Nave ammiraglia e sul quale cerca vendetta. Intanto, alla Sala assemblee della Federazione Galattica, il comandante Hardy spiega che, tre mesi prima, la Divisione di recupero planetario aveva scoperto un nuovo pianeta su cui l'80% della fauna locale era morta e che improvvisamente i ricercatori erano stati attaccati da una forma di vita che li aveva decimati. In quel momento arriva Samus che spiega che quella creatura è il Metroid, creato dai Chozo allo scopo di difendere la Galassia da un'altra minaccia. Hardy prosegue dicendo che la seconda spedizione allo scopo di prelevare i Metroid era fallita in quanto i ricercatori erano stati uccisi da un gruppo di Pirati Spaziali. Keaton commenta dicendo che essendo loro alleata, Cervello Madre è pericolosa poiché potrebbero venire creati molti altri Metroid e utilizzati come bioarmi, minacciando la sopravvivenza del genere umano che sarebbe in breve tempo superato in numero e distrutto. Dice inoltre che, essendo diventato Zebes una fortezza, Cervello Madre è quasi irraggiungibile e i forzati rapporti diplomatici iniziati dal presidente Vogl non sono d'aiuto poiché hanno solo dato tempo ai Pirati per incrementare le loro attività. Intanto, all'Accademia della Federazione Galattica, un bullo se la sta prendendo con un amico di Damara, chiamandolo "Coltivatore di patate". Damara giunge sul posto, dicendogli che, essendo un'accademia "sacra", non dev'essere contaminata dalla violenza. Il bullo la invita ad andarsene, insultandola e dicendo che l'accademia è riservata ai più forti e a chi potrebbe dominare la galassia. Poco dopo, quest'ultimo viene attaccato e atterrito da Pyonchi. Damara e un suo amico riconoscono che esso è l'animale che aveva accompagnato Samus durante la cerimonia del presidente Keaton. Nel laboratorio di ricerca militare di Daiban, Adam ha caricato nella Tuta Energia di Samus un lanciabombe e il Lanciamissili. Samus tranquillizza Adam e Keaton dicendo che conosce il pianeta Zebes meglio di chiunque altro, essendovi cresciuta. Dice inoltre di avere un conto in sospeso con Cervello Madre e che questa "Missione Zero" è adatta a una cacciatrice di taglie come lei. Uscendo dal laboratorio, Samus vede in lontananza Damara giocare con Pyonchi e, con un sorriso, lascia Daiban per dirigersi su Zebes.

### Capitolo 15: "Unghie e denti"
All'accademia federale un insegnante informa gli studenti che i simpatizzanti dei Pirati Spaziali stanno commettendo azioni terroristiche per la Galassia e che la polizia sta cercando di ristabilire l'ordine. Intanto, su Zebes, Samus è sbarcata nella regione di Crateria, dove si rende conto che l'ambiente è cambiato e sembra che le creature locali stiano proteggendo Cervello Madre. Una volta nella regione di Brinstar si trova a combattere allo stesso tempo con Diorumu e un Imago. Poco dopo sconfigge il "compagno" di Ridley, Kraid utilizzando i missili. Dopo il combattimento, stremata, Samus cade a terra mentre una figura si erge davanti a lei.

### Capitolo 16: "Successori"
Samus ha una visione di Voce Grigia che le chiede perché è così ferita, dicendo che l'invasione di Zebes è stato un sufficiente sacrificio. La cacciatrice gli chiede se ciò che sta facendo è giusto e dice di essere anche disposta al sacrificio per proteggere i Chozo. Intanto, nell'orbita di Zebes, i Pirati Spaziali stanno combattendo con la Corazzata delle Forze Speciali Vixin IV comandata da Adam Malkovich. La loro ritirata sul pianeta allarma Adam, preoccupato per Samus. Allo stesso tempo, sul pianeta Jamoru, il comandante Mauk sta combattendo orde di Pirati Spaziali per il suo pianeta natale. Giunge sul posto Kreatz che decide di aiutarlo. Su Daiban Damara è preoccupata per Samus. Keaton la invita a rientrare in classe dicendole che è stato lanciato l'allarme rosso sul pianeta. Poi la conforta dicendole che quando Samus tornerà, potrà accoglierla con gioia. Samus, intanto, sta raccontando allo spirito di Voce Grigia i fatti accadutile dopo l'infiltrazione di Zebes. Il Chozo la conduce a una statua che tiene in mano la Termotuta, dopodiché scompare. Poco dopo, Samus viene attaccata da Ridley. Il suo raggio al plasma ha poco effetto su Samus grazie alla tuta appena acquisita. La cacciatrice lo attacca prima col raggio Gelo e poi con i Missili. Giunta a Tourian, infine, vede i Metroid e Cervello Madre e si prepara per finire la sua missione.

## Relazioni e incoerenze con la serie videoludica
- Nella serie videoludica, Samus dice di aver lavorato in varie missioni con Adam Malkovich prima di entrare nell'esercito, mentre nel manga, è sotto la sua protezione solo per pochi minuti.
- Pare che alla fine del fumetto, Samus riesca sconfiggere il suo timore per il generale dei Pirati Spaziali Ridley, mentre in Metroid: Other M, rimane nuovamente terrorizzata alla vista di un nuovo Ridley. Ciò può anche essere dovuto allo stupore nel vedere nuovamente rinata la sua nemesi ritenuta morta, in un periodo della sua vita dominato dall'incertezza, dopo la distruzione di Zebes e la morte del piccolo di Metroid, verso il quale aveva sviluppato sentimenti materni.
- Nella serie videoludica, viene detto che la flotta della Federazione Galattica provò più volte ad attaccare la roccaforte dei Pirati su Zebes, finché non si ritirò e mandò Samus in missione solitaria. Nel manga, invece, mentre Samus sta eseguendo la Missione Zero, la flotta della FG attacca Zebes ingaggiando una battaglia contro la Nave Madre dei Pirati Spaziali.
- Ridley parla nel fumetto, a differenza del videogioco.
- In un'intervista a Yoshio Sakamoto, lo sviluppatore dice che i Chozo si insediarono su Zebes poiché i Metroid (che dovevano sterminare la specie X) clonati dai Pirati Spaziali erano diventati incontrollabili e aggressivi sul pianeta SR-388. Nel fumetto, i Chozo sviluppano il primo Metroid proprio su Zebes. Esso viene successivamente recuperato dai Pirati durante l'infiltrazione di Zebes, che porta i Chozo a sparire dalla Galassia.
- Prima di partire per la Missione Zero, Samus viene dotata da Adam Malkovich di un lanciabombe e del Lanciamissili, mentre nel videogioco questi potenziamenti vengono trovati in giro per il pianeta. È possibile che questo equipaggiamento sia stato perduto durante l'atterraggio.
- In alcuni manuali di istruzioni dei capitoli videoludici, viene detto che i Pirati Spaziali non agiscono volontariamente ma sono costantemente controllati da un'entità superiore come Cervello Madre. Nel fumetto, i Pirati Spaziali sono invece dotati di intelligenza propria. Questo si può notare dal modo in cui conquistano e sottomettono i vari pianeti.

## Fonti
- metroid-database.com,  https://web.archive.org/web/20140222150129/http://www.metroid-database.com/manga/listing.php?vid=18 (archiviato dall'url originale il 22 febbraio 2014).
- metroid-database.com,  https://web.archive.org/web/20140222150131/http://www.metroid-database.com/manga/listing.php?vid=17 (archiviato dall'url originale il 22 febbraio 2014).